# Pour que tu m'aimes encore
«Pour que tu m'aimes encore» es una canción  interpretada por la cantante canadiense Céline Dion. Es el primer sencillo extraído de su álbum De ellos, publicado en 1995. Está escrita y compuesta por Jean-Jacques Goldman.
Quedó doce semanas en el n.1 de las ventas en Francia y quince semanas n.1 de las ventas en Bélgica Valonia. El CD 2 títulos se ha fluido a 1 750 000 ejemplares en el mundo. Es la canción más difundida por las radios francesas durante el año 1995. Es una de las escasas canciones francófonas a conocer el éxito en países no-francófonos : a Países Bajos, en Suecia, a Reino Unido, en Irlanda y en Polonia.
El clip de la canción, realizado por Michel Meyer (1995) es lo único clip de lengua extranjera a estar difundido a la televisión estadounidense sobre la chaine VH1. Está disponible sobre el DVD musical de Dion Se no cambia  (2005)
Para que tu me ames todavía está cantada sobre todos los continentes por Céline Dion durante sus conciertos : así Céline el intérprete durante cada representación de su residencia en Las Vegas y durante su gira mundial Taking Chances Tour en 2008.

## Adaptaciones

### Versión de Il Divo
El cuarteto musical Il Divo compuesto por cuatro cantantes masculinos: el suizo Urs Bühler, el español Carlos Marín,  el estadounidense David Miller y el francés Sébastien Izambard, versionaron a cuatro voces melódicas el tema, incluido en su álbum Ancora de 2005.